# Temelucha maritima
Temelucha maritima là một loài tò vò trong họ Ichneumonidae.